# Gilberto Sepúlveda
Gilberto Sepúlveda López (* 4. Februar 1999 in Guasave), auch bekannt unter dem Spitznamen Tiba, ist ein mexikanischer Fußballspieler, der beim Erstligisten Deportivo Guadalajara unter Vertrag steht. Der Innenverteidiger ist ehemaliger mexikanischer U20-Nationalspieler.

## Karriere

### Verein
Sepúlveda begann in seiner Heimatstadt Guasave bei den Diablos Azules de Guasave mit dem Fußballspielen und wechselte im Jahr 2012 in die Nachwuchsabteilung von Deportivo Guadalajara. Zur Saison 2018/19 wurde er in die erste Mannschaft befördert, bestritt sein Debüt allerdings erst am 9. Januar 2019 beim 2:1-Auswärtssieg in der Copa MX gegen den Zweitligisten Cimarrones de Sonora. In dieser Spielzeit absolvierte er fünf weitere Pokalspiele für die Chivas.
Am 1. September 2019 (8. Spieltag) debütierte er beim 1:1-Unentschieden gegen den CD Cruz Azul in der höchsten mexikanischen Spielklasse. In dieser Apertura 2019 bestritt er zehn Ligaspiele und galt seit seinem ersten Einsatz als Stammspieler in der Innenverteidigung. In der verkürzten Clausura 2019 kam er in acht Ligaspielen zum Einsatz.

### Nationalmannschaft
Für die mexikanische U20-Nationalmannschaft bestritt Gilberto Sepúlveda zwischen März 2018 und Mai 2019 zwölf Länderspiele, in denen er zwei Tore schoss. In dieser Zeit nahm er mit der Auswahl an der CONCACAF U-20-Championship 2018 in den Vereinigten Staaten und an der U20-Weltmeisterschaft 2019 in Polen teil. Bei beiden Turnieren war Sepúlveda der etatmäßige Kapitän.